# Prîdniprovske, Nikopol
Prîdniprovske (în ucraineană Придніпровське) este localitatea de reședință a comunei Prîdniprovske din raionul Nikopol, regiunea Dnipropetrovsk, Ucraina.

## Demografie
Componența lingvistică a localității Prîdniprovske
     Ucraineană (89,36%)
     Rusă (10,07%)
     Alte limbi (0,37%)
Conform recensământului din 2001, majoritatea populației localității Prîdniprovske era vorbitoare de ucraineană (89,36%), existând în minoritate și vorbitori de rusă (10,07%).